# 小行星7112
小行星7112（7112 Ghislaine）是一颗绕太阳运转的小行星，为主小行星带小行星。该小行星于1986年4月3日发现。

## 轨道参数
小行星7112的轨道半长轴为2.7626142 UA，离心率为0.147。